# Кроген (містечко, Нью-Йорк)
Кроген (англ. Croghan) — місто (англ. town) в США, в окрузі Льюїс штату Нью-Йорк. Населення — 3197 осіб (2020).

## Демографія
Згідно з переписом 2010 року, у місті мешкали 3093 особи в 1172 домогосподарствах у складі 849 родин. Було 1629 помешкань
Расовий склад населення:
| - 97,9 % — білих - 0,5 % — чорних або афроамериканців - 0,3 % — азіатів |

До двох чи більше рас належало 1,2 %. Частка іспаномовних становила 0,9 % від усіх жителів.
За віковим діапазоном населення розподілялося таким чином: 25,2 % — особи молодші 18 років, 61,2 % — особи у віці 18—64 років, 13,6 % — особи у віці 65 років та старші. Медіана віку мешканця становила 39,3 року. На 100 осіб жіночої статі у місті припадало 105,4 чоловіків;  на 100 жінок у віці від 18 років та старших — 104,1 чоловіків також старших 18 років.
Середній дохід на одне домашнє господарство  становив 63 367 доларів США (медіана — 42 500), а середній дохід на одну сім'ю — 73 684 долари (медіана — 56 875). Медіана доходів становила 47 100 доларів для чоловіків та 35 952 долари для жінок. За межею бідності перебувало 9,0 % осіб, у тому числі 20,2 % дітей у віці до 18 років та 3,9 % осіб у віці 65 років та старших.
Цивільне працевлаштоване населення становило 1286 осіб. Основні галузі зайнятості: освіта, охорона здоров'я та соціальна допомога — 30,3 %, виробництво — 16,3 %, будівництво — 12,5 %.